# Aleksander Gabelic
Aleksander Gabelic, född 17 september 1965 i Kirsebergs församling i Malmö, är en svensk politiker (socialdemokrat). Han var ordinarie riksdagsledamot 2006–2010, invald för Östergötlands läns valkrets. Efter Jens Nilssons bortgång 2018 blev Gabelic EU-parlamentariker. Gabelic kandiderade till Europaparlamentsvalet i Sverige 2014 på sjätte plats på Socialdemokraternas lista. Gabelic har varit ordförande i styrelsen för Svenska FN-förbundet under åren 2000–2018.
Gabelic är bosatt i Linköping. Hans föräldrar härstammar från Kroatien. Inför riksdagsvalet 2010 placerades han på sjunde plats på valsedeln, utanför de som förväntades bli invalda. Han valde att därefter driva en aktiv personvalskampanj, men fick inte tillräckligt många röster.
Han har också arbetat som PR-konsult och lobbyist på Hill & Knowlton åren 2000–2004.[källa behövs]